# Montois cayaux
Appellation propre à la région, un Montois cayaux est un Montois qui fait partie des "cailloux" de sa ville, de ses pavés et donc qui a un ancrage profond. On désigne aussi le mot "cayaux" par "tayons", surtout dans le Borinage.
La tradition veut qu'un habitant soit appelé de cette manière s'il fait partie de la troisième génération complète à naître et à habiter (domicile faisant foi) sans discontinuer sur le territoire de sa commune. Jusqu'aux années 80-90, il fallait cinq générations. Il faut donc que les grands-parents minimum soient natifs et résidents de la commune. Si à l'époque les Montois cayaux étaient nombreux, il est plus difficile d'en trouver de nos jours.

## Association
Il existe une association du même nom qui réunit Montois cayaux et sympathisants.
Fondée en 1975 pour rendre hommage au peintre et littérateur Marcel Gillis, l'association à but philanthropique a pour principales activités la publication d'écrits régionaux et en patois montois ainsi que la représentation de textes et œuvres scéniques montois.